# Сверхтяжёлый танк

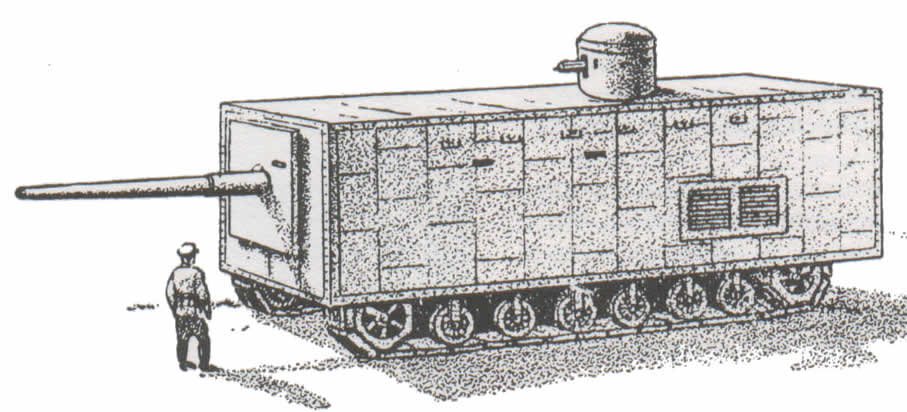
Внешний вид танка Менделеева (рисунок выполнен по чертежам изобретателя)

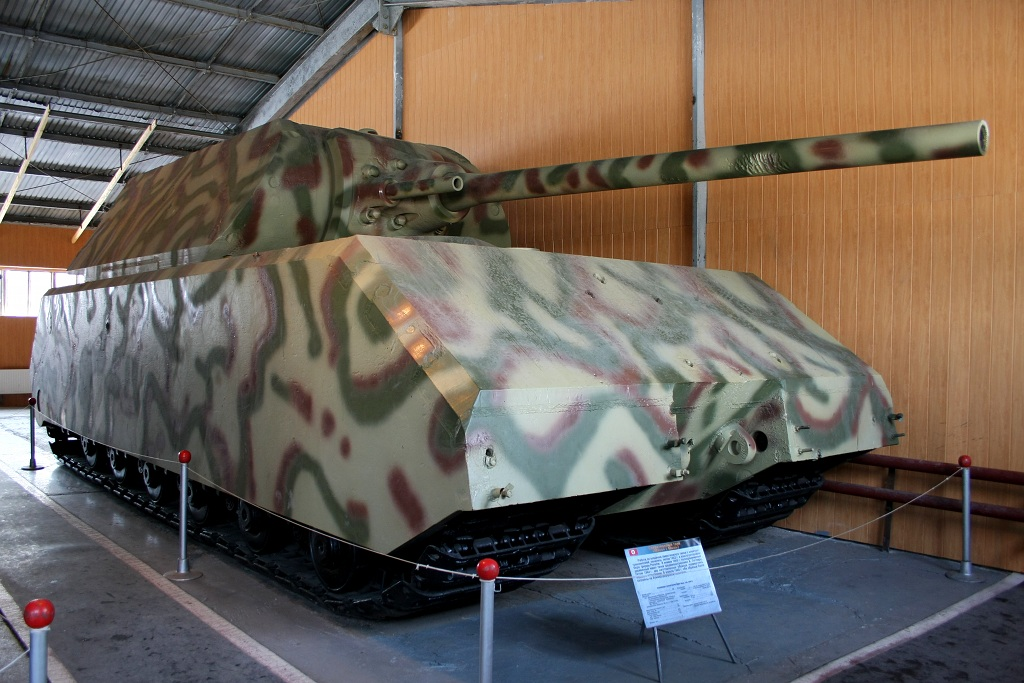
Немецкий сверхтяжёлый танк Maus

Сверхтяжёлые танки — танки, массо-габаритные параметры которых выходят за рамки принятых для тяжёлых танков. 
Обычно к сверхтяжёлым танкам, основным и специальным, относят образцы танкового вооружения и техники больших размеров, чем у тяжёлых танков и массой свыше 75 тонн. Идея разработки сверхтяжёлого танка базировалась на желании создать неуязвимый танк для прорыва вражеских сильно укреплённых районов обороны, без сопутствующих таким кампаниям тяжёлых потерь в вооружения и технике. Работы по проектированию сверхтяжёлых танков достаточно активно велись в большинстве государств, обладающих развитыми бронетанковыми войсками (в частности, СССР, Франция, Великобритания, Германия), с момента появления танков вплоть до 1960-х годов. Что же до материального воплощения таких разработок, то, в подавляющем большинстве, сверхтяжёлые танки оставались «на бумаге». За всю историю танковых войск создано лишь несколько экземпляров подобных танков, и ни одна из этих машин не применялась в боевых действиях.

## Концепция
В основе концепции сверхтяжелых танков лежит предположение, что значительно увеличив размеры и массу боевой машины, возможно достичь качественного скачка в её защищенности и боевой мощи.
Предполагается, что за счёт своей защищенности сверхтяжёлый танк будет полностью неуязвим для огня стандартных противотанковых средств противника, и тем самым поставит неприятеля перед дилеммой:
- Пытаться оснастить свои части нестандартным, особо мощным противотанковым оружием, способным поражать сверхтяжелые танки — что потребует значительных затрат (так как подобное оружие должно иметься на каждом участке, где существует угроза прорыва с применением сверхтяжёлых машин), и создаст проблемы с мобильностью войск, так как подобное сверхтяжелое противотанковое оружие будет тяжёлым и малоподвижным.
- Игнорировать существование сверхтяжёлых танков, тем самым подвергая фронт угрозе прорыва в случае применения таковых.

Сверхтяжёлые танки почти всегда рассматривались как машины усиления, предназначенные для прорыва мощной обороны в позиционной войне или близкой к таковой; лишь немногие проекты сверхтяжёлых танков рассматривали (безуспешно) их применение в ином качестве.

### Проблемы концепции
Критической проблемой концепции сверхтяжелых танков является их крайне низкая стратегическая и оперативная мобильность, а также их высокая сложность и стоимость. Хотя тактически сверхтяжелые танки могут быть — при достаточно мощном двигателе — достаточно подвижны, переброска их на значительные расстояния представляет собой почти нерешаемую в военное время проблему. Сверхтяжелый танк, перемещаясь своим ходом, наносит значительный урон местности, по которой движется; ввиду своих размеров он не в состоянии проезжать по мостам и тоннелям. Река с крутыми берегами, не позволяющими переправиться вброд, представляет для сверхтяжелого танка почти неодолимое (без долгой инженерной подготовки) препятствие. Кроме того, при движении своим ходом ходовая часть сверхтяжелого танка подвергается сильнейшему износу из-за огромной нагрузки при движении.
Единственным подходящим способом перемещения сверхтяжелых танков на значительные расстояния является либо их транспортировка по морю, либо перевозка по железной дороге в полностью или частично разобранном виде. И тот и другой способы связаны со значительными трудностями; перевозка по морю делает танк привязанным к наличию оборудованных портов вблизи театра военных действий, переброска в разобранном виде требует длительной последующей сборки и подготовки. Если в позиционной войне со стабильным фронтом подобные способы ещё могут рассматриваться, то в маневренной войне с быстро меняющимися линиями фронта, своевременная доставка сверхтяжелого танка на поле боя представляется невозможной.
Другим значимым недостатком сверхтяжелых танков является их высокая заметность, сложность маскировки и уязвимость на позиции при продвижении к полю боя. Развертывание сверхтяжелого танка, ввиду приведенных выше причин, является долгим и сложным мероприятием, скрыть которое от противника весьма непросто. Таким образом, сам факт развертывания сверхтяжелого танка выдает противнику направление вероятной атаки; неприятель получает возможность заранее усилить и эшелонировать свою оборону, сделав тем самым даже успешный прорыв фронта бессмысленным ввиду невозможности развития успеха.
Наконец, главным сдерживающим фактором в отношении создания сверхтяжелых танков является их огромная стоимость и сложность производства.

### Закат концепции
Появление ядерного и высокоэффективного бронебойного оружия, управляемых авиабомб и ракет и даже гранатомётов привело к полному исчезновению концепции сверхтяжелого танка из рассмотрения. В настоящее время не представляется возможным создать машину, устойчивую к поражающему эффекту тактического ядерного удара, нанесенного прямо по ней или даже в радиусе 1-2 км, либо способную выдержать попадания специально сконструированных бронебойных средств. Боевые задачи, традиционно выставляемые перед сверхтяжелыми танками — прорыв укрепленной обороны — могут быть проще и дешевле решены другими средствами, вроде авиации и тактического ядерного оружия, объемно-детонирующих боеприпасов и воздушных тактических десантов.

## Проекты сверхтяжёлых танков по государствам

### Франция
Единственной страной, принявшей на вооружение сверхтяжелые танки, была Франция. В ходе Первой мировой войны французскими инженерами был разработан, и после войны — построен в десяти экземплярах 75-тонный сверхтяжелый танк Char 2C. Создававшийся для прорыва укрепленных оборонительных линий в позиционной войне танк имел крайне низкую подвижность, но мощное и рационально расположенное вооружение и эффективное по меркам времени бронирование.

Десять построенных машин состояли на вооружении с 1921 по 1940 год. Они оказали существенное влияние на развитие тяжелых танков в других странах, однако, в боевых действиях не участвовали. К 1930-м морально устарели, несмотря на все ещё адекватное вооружение и бронирование; в 1940 были направлены на фронт, но ввиду поражения Франции были уничтожены своими экипажами во избежание захвата противником.

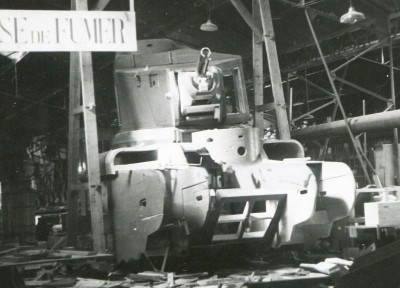
ARL tracteur C

- Char 2C — 72—75 тонн. 10 машин на вооружении с 1921 по 1940 год, в боях не участвовали.
- FCM F1 — 140 тонн. Предназначался для замены Char 2C. Создан один макет, в 1940 работы остановлены.
- ARL tracteur C — 145 тонн, разработанный ARL для атаки укреплений; был создан деревянный макет, но предпочтение было отдано FCM F1, который был признан передовой конструкцией (разрабатывался 1939-1940)
- AMX tracteur C — 140 тонн, разработанный AMX для атаки укреплений; проект был отменен после того, как AMX начал выбиваться из графикa (разрабатывался 1939—1940)

### Россия — СССР

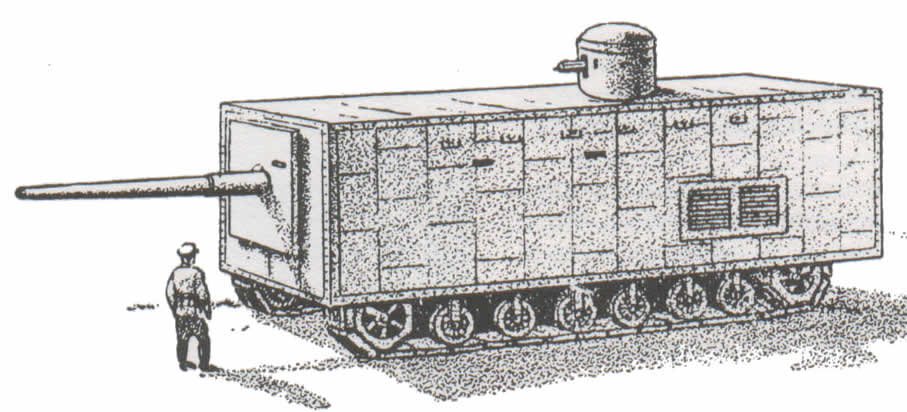
Внешний вид танка Менделеева (рисунок выполнен по чертежам изобретателя)

«Танк Менделеева» (также «Бронированный автомобиль» Менделеева) — установившееся в историко-технической литературе обозначение первого русского и одного из первых мировых проектов танка, предполагаемая масса 86 т. Разработан в 1911—1915 годах инженером-кораблестроителем В. Д. Менделеевым. Будучи первым в мире проектом сверхтяжёлого танка, отличался высочайшими для своего времени показателями огневой мощи и бронезащиты. Проект содержал большое количество оригинальных конструкторских решений и новшеств, однако не вышел из стадии чертежей и не был воплощён в металле.
Черепаха (САУ Навроцкого) — Масса этой боевой машины приближалась к 192 тоннам, правда о двигателях, которые должны были передвигать столь тяжёлую батарею, информации не сохранилось. По замыслу создателя, подвижная батарея должна была вооружаться двумя 203-мм гаубицами, двумя 152,4-мм пушками, восемью 76,2-мм пушками и десятью 7,62-мм пулеметами. Вооружение размещалось по бортам корпуса, в верхней башне и двух бортовых спонсонах, что придавало «подвижной батарее» ещё большую схожесть с танком Лебеденко.

#### СССР
КВ-4 — советский опытный сверхтяжёлый танк семейства «КВ», разработка которого, по некоторым причинам, не дошла до постройки прототипа. Боевая масса: 82—107 т. Все работы по КВ-4 были свернуты в пользу КВ-5.
КВ-5 — нереализованный советский проект сверхтяжёлого танка с боевой массой в 100 тонн. Разрабатывался в 1941 году. Будучи создан по трёхбашенной схеме, должен был быть вооружён 107-миллиметровой пушкой и тремя пулемётами. Построен только макет. С началом Великой Отечественной войны все работы по проекту были свёрнуты.
Т-42 — проект сверхтяжёлого танка массой в 100 тонн. Разрабатывался в 1930 году. Был создан 1 прототип.

### Японская империя
О-И, или Тип 100 — разработанный Японией в конце Второй мировой войны проект сверхтяжёлого танка, который должен был использоваться на Тихоокеанском ТВД. Достоверная информация о том, вышел ли танк за рамки проектирования или остался «на бумаге», отсутствует, равно как и какие-либо сохранившиеся изображения или фотографии проекта. Боевая масса — 120—130 т.

### Германия

#### Германская империя

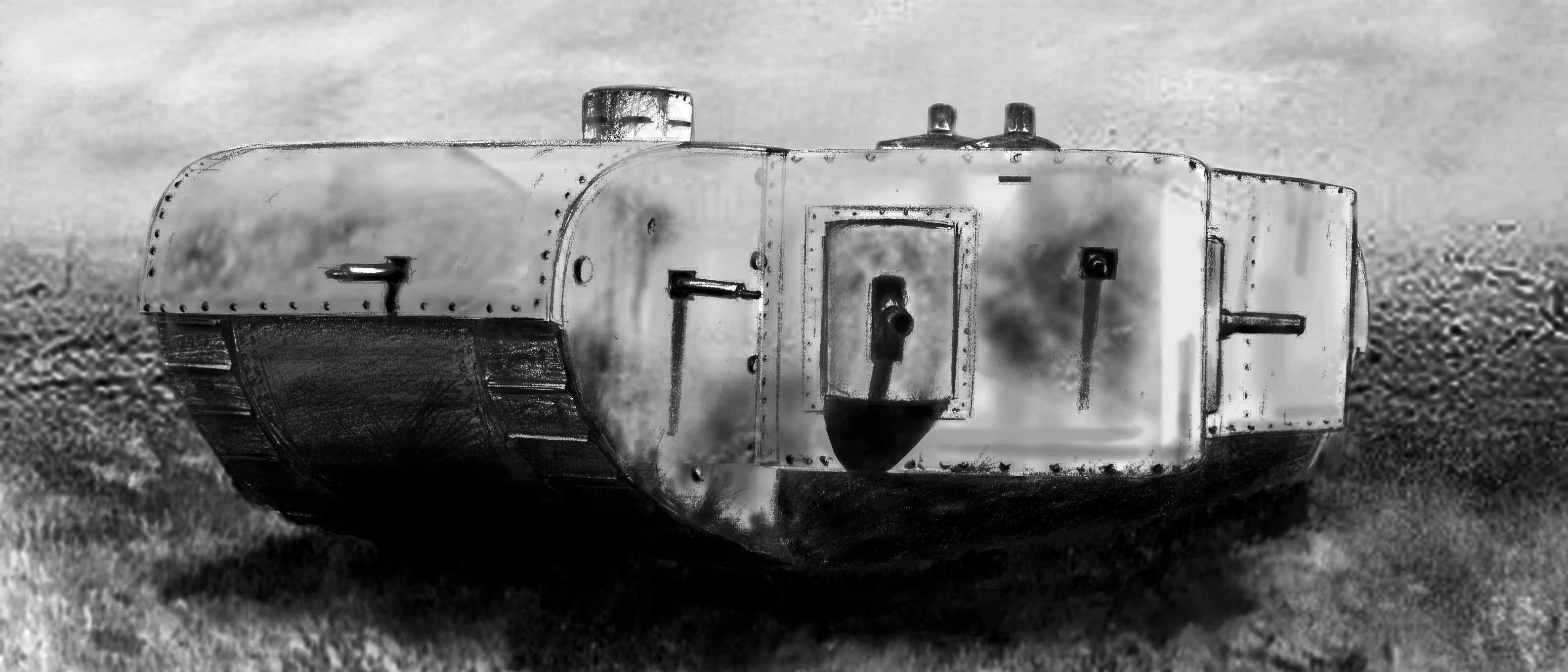
Рисунок проекта K-Wagen

K-Wagen (также Kolossal-wagen, Kolossal или просто K) — немецкий сверхтяжёлый танк периода Первой мировой войны. Отличался огромными размерами и весом, а также низкой подвижностью, из-за чего представлял собой скорее не танк, а «подвижной форт», более ориентированный на оборону. К концу войны ни один танк так и не был закончен полностью; незаконченный первый экземпляр танка и детали второго сразу же по окончании войны были уничтожены. Масса — 150 т.

#### Третий рейх

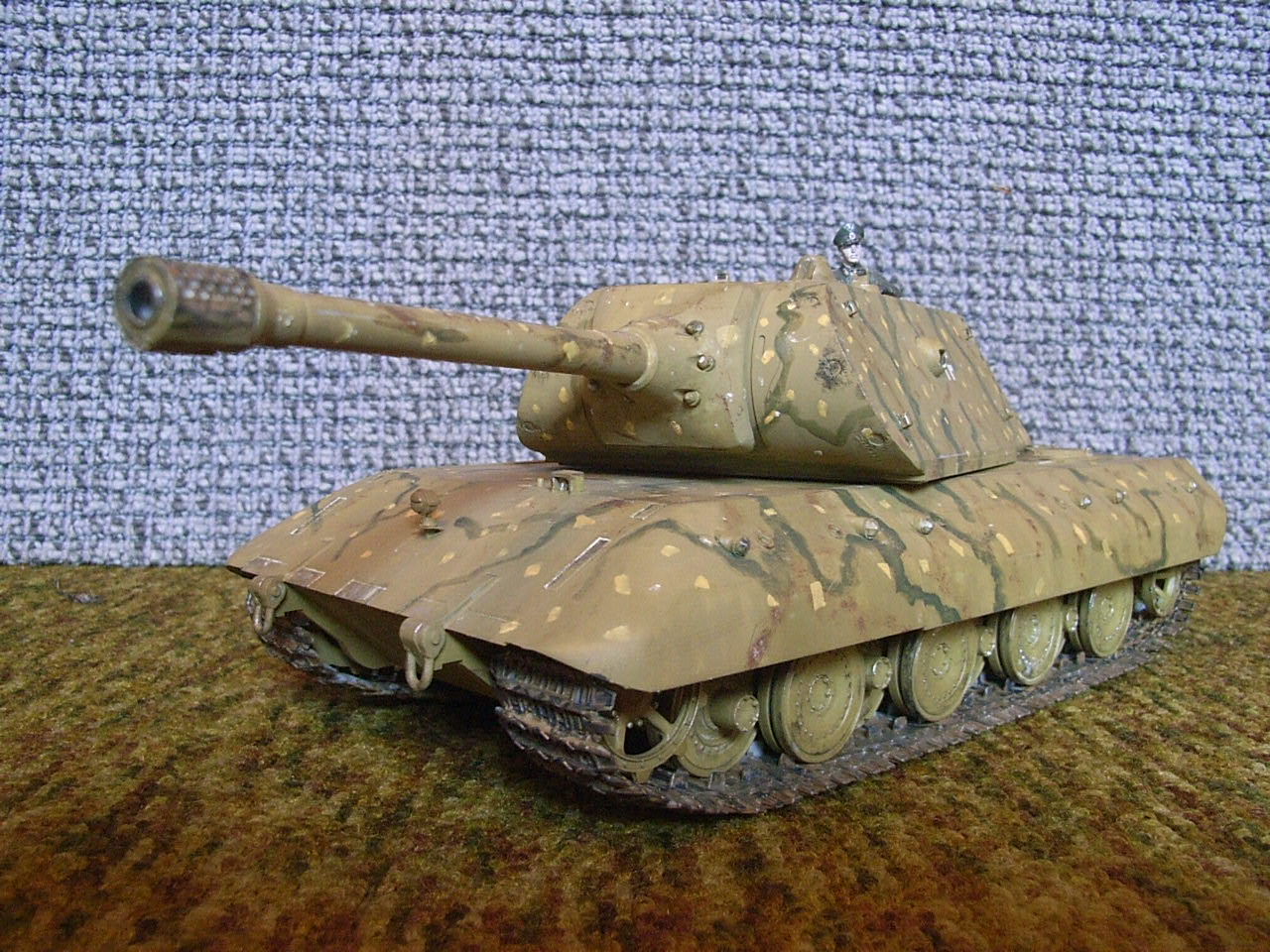
Модель немецкого танка E-100

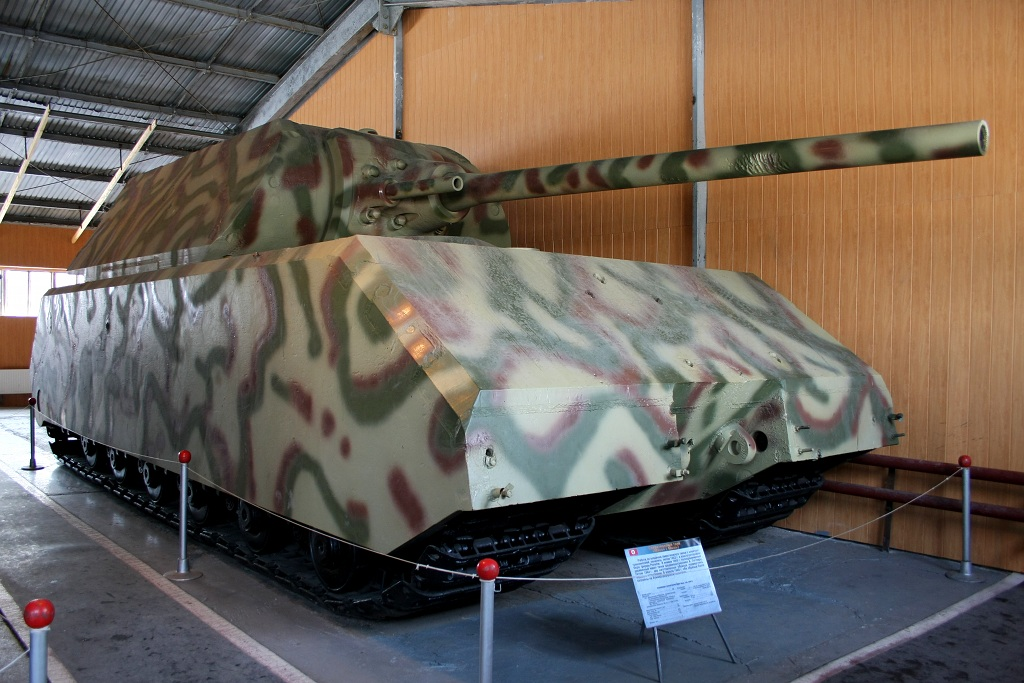
Немецкий танк Pz.Kpfw.VIII «Maus» в Бронетанковом музее в Кубинке

Интерес к танкам в Германии резко возрос после гражданской войны в Испании (1936—1939 гг.), которая продемонстрировала ясную необходимость присутствия на поле боя тяжелых бронемашин, которые способны «взламывать» оборону противника. Именно после этой войны многие страны, в том числе и Германия, занялись развитием этого вида боевой техники, пытаясь наверстать упущенное время после Первой мировой войны. Работы велись в основном в двух направлениях: создание «легких» пушечно-пулеметных танков и «средних», вооруженных пушками большого калибра и «экипированных» в противоснарядную броню. Причём, с постоянным усилением вооружения, защиты и ростом мощности двигателей масса танков непрерывно возрастала.
В июне 1942 года концерн «Крупп» подготовил эскизный проект и техническое задание на танк Р.1000 «Ратте» («Крыса»). Инициатором проекта выступал инженер Эдвард Гротте, который в те годы занимался в германском министерстве вооружений разработкой подводных лодок. На танк невероятных размеров (длина 35 м, ширина 14 м, высота 11 м) предполагалось установить трехорудийную башню от «карманного» линкора типа «Дойчланд» со снятым центральным орудием. Проект «Ландкройцер», как назвал его сам Эдвард Гротте, был одобрен Адольфом Гитлером. Фюреру были свойственны гигантомания и страсть к «супероружию», тем более, когда дело доходило до разработки перспективной военной техники.
Летом 1942 года, когда ещё ничто не предвещало Германии сокрушительного поражения, концепция подобного танка себя оправдывала, при условии, что использовать его будут в качестве сверхтяжелой САУ. Сверхтяжёлое орудие могло быть использовано при взятии хорошо укрепленных позиций врага, при предполагавшемся штурме городов-крепостей, таких как Ленинград и Москва.
Был и ещё вариант применения, о чём говорит инициатива со стороны Кригсмарине. Тяжелый танк «Ратте» мог стать передвижной береговой батареей для отражения морского десанта.
По одной версии, орудийная башня от так и не построенного сверхтяжелого танка Р.1000 была установлена в качестве стационарной береговой батареи в Норвегии.
Появление и присутствие на поле боя танка столь внушительных размеров сопровождалось бы отрицательным влиянием на психологическое состояние вражеских сил. Этот сверхтяжёлый танк с большой вероятностью мог бы стать флагманом танковых войск Германии. Однако реализация такого проекта крайне дорого обошлась бы Третьему рейху. Производство такого танка было возможно только на специализированном заводе или судостроительной верфи, а также потребовало бы затрат колоссального количества ресурсов.
В 1943 году министр вооружения и военной промышленности Альберт Шпеер приказал прекратить работы по «Ландкройцерам» с целью высвобождения ресурсов и производственных мощностей для изготовления стандартных боевых единиц, необходимость в которых росла с каждым днем.

##### Список сверхтяжелых танков Германии
- Panzer VII Löwe (Лев) — 76—90 тонн, не вышел из стадии проекта.
- E-100 — 140 тонн, 1 корпус завершён.
- K-Wagen — 120—150 тонн, проект времён Первой мировой войны, к концу войны почти завершён один экземпляр.
- Panzer VIII Maus — 188 тонн, 2 прототипа, 1 завершен, 1 корпус завершён.
- Landkreuzer P. 1000 Ratte (Крыса) — 1000 тонн, проект.
- Landkreuzer P. 1500 Monster — 1500 тонн, проект.
- Сверхтяжёлые танки Panzer IX и Panzer X никогда не существовали даже в проектах[1], xотя по другим данным — проекты этих танков имелись[2].

### Великобритания

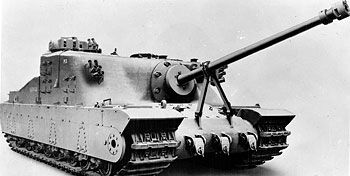
Британский сверхтяжёлый танк Tortoise

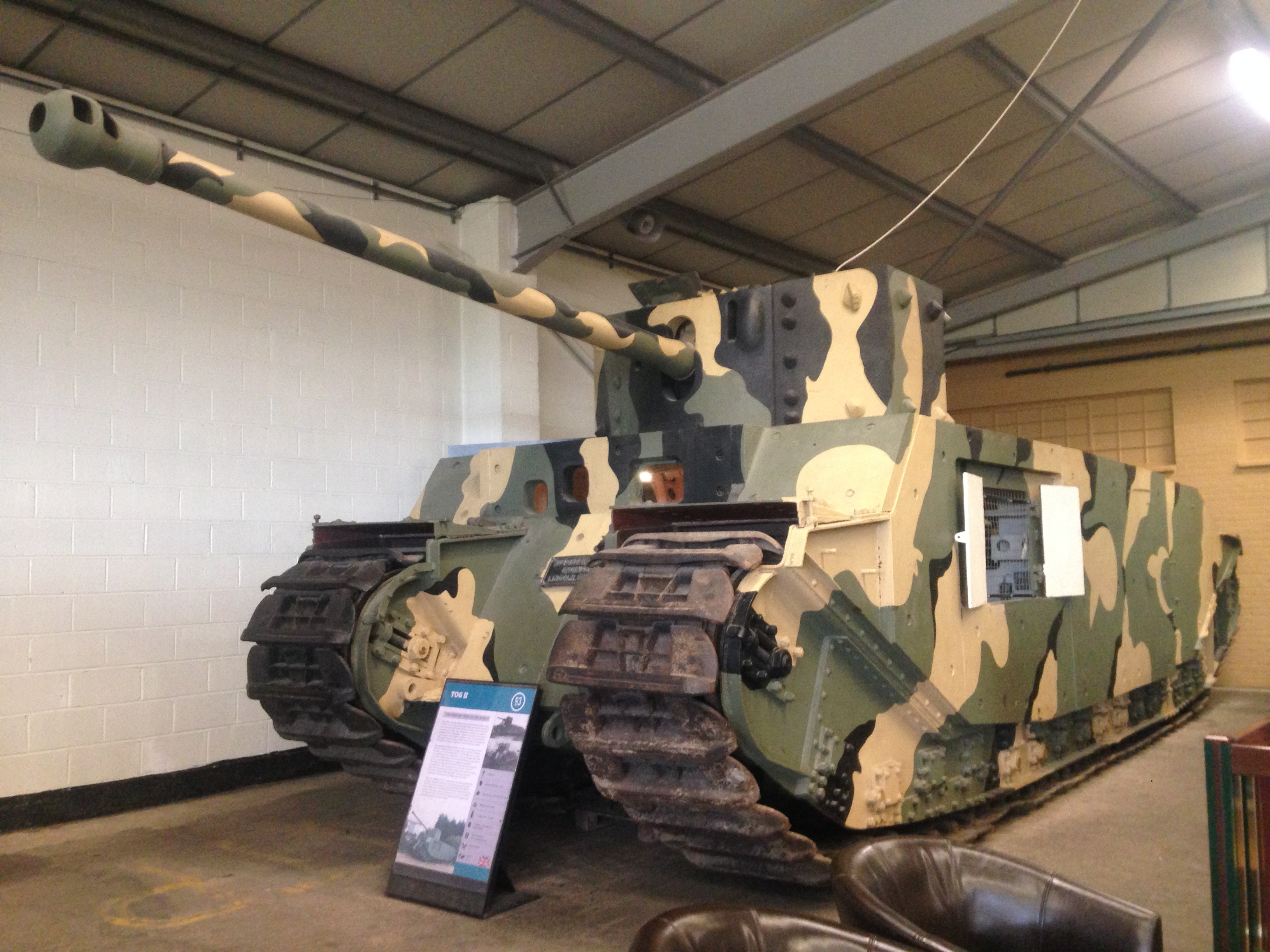
Британский TOG II

- TOG I — 80 тонн, сверхтяжёлый танк, повторяющий по форме и мобильности танки времен Первой мировой войны. Танк был создан в Великобритании в 1939—1940 годах. Эта машина, помимо гусениц, охватывавших ромбовидный корпус, ещё и несла вооружение в спонсонах (башня, правда, также имелась). Несмотря на моральную устарелость конструкции, этот танк испытывался до 1943 года. Впрочем, этой своеобразной реинкарнацией танки Первой мировой обязаны всё тому же У. Триттону, который входил в коллектив конструкторов танка TOG. Собственно, само название танка являлось ничем иным, как аббревиатурой англ. The Old Gang — в буквальном переводе «Старая гвардия», что подчёркивало авторство конструкторов-ветеранов. Тем не менее, TOG, как и его несколько «осовремененный» вариант TOG II, не был принят на вооружение.
- TOG II — 80 тонн, несколько улучшенный вариант танка TOG I с большей башней и 76,2-мм пушкой (17-фунтовкой). Как и TOG I, танк не имел мягкой подвески и поэтому развивал пешеходную скорость — до 14 км/час.
- Летающий Слон (Flying Elephant) — свыше 100 тонн, проект времён Первой мировой войны

проект 100-тонного «Летающего слона», разработанный еще в 1916 году, остался нереализованным. Вагонообразный корпус «танка-слона», опиравшийся на две гусеницы, кроме того, был снабжен парой гусениц под днищем для предотвращения «вывешивания» машины на препятствиях.
- Tortoise — 80 тонн, британский сверхтяжёлый танк времен Второй мировой войны. Прототип был построен и испытан.

### США
- T28, 105mm Gun motor carriage T95 — опытная сверхтяжёлая самоходная артиллерийская установка периода Второй мировой войны. Была испытана, но в серию не пошла из-за неудовлетворительных ходовых характеристик.

## Образцы танков

### Использовались в прошлом
- Ягдтигр — был разработан в 1942—1944 гг. на шасси тяжёлого танка «Тигр II» и стал самым тяжёлым серийно производившимся образцом бронетехники всех времён (75,2 тонн).
- Самоходная мортира «Карл» — немецкая тяжёлая самоходная мортира периода Второй мировой войны. Боевая масса — 126 т. Бетонобойный снаряд весом 2170 кг пробивал бетонную стену толщиной от 3 до 3,5 м или стальную плиту толщиной 450 мм.
- Атомный танк — танк с ядерной силовой установкой.
- Царь-танк — самая крупная бронированная сухопутная боевая машина из когда-либо построенных.

### Вымышленные
- Боло — вымышленный сверхтяжёлый танк с искусственным интеллектом, весом свыше 1000 тонн.
- Il Duce — вымышленный итальянский сверхтяжелый танк. Появляется в Hearts of Iron IV.
- Танк «Мамонт»
  - В воспоминаниях главного героя повести «Хищные вещи века» — тяжелый штурмовой танк (по тексту оригинала).
  - Сверхтяжёлый танк в серии стратегий «Command & Conquer», является своеобразным символом игры. Также именно «Мамонт» является олицетворением C&C-шного раша, заключающегося в постройке огромной лавины танков, которую крайне трудно уничтожить чем-либо, кроме такой же лавины. Также — в серии Red Alert есть советский танк Апокалипсис, похожий на «Мамонт». В дополнении «Command & Conquer 3: Kanе’s Wrath», ГСБ создало на шасси Мамонта более тяжелый и модифицированный танк СТТМ (Сверхтяжелый танк «Мамонт»).
- AT-AT, AT-TE — вымышленные сверхтяжёлые шагоходы во вселенной Star Wars.
- Танк «Гибельный клинок» — сверхтяжёлый танк во вселенной Warhammer 40,000.
- В игре «War Front: Turning Point» на стороне СССР есть сверхтяжёлый танк под названием «Харьков разрушитель».
- Железный Капут — вымышленный сверхтяжёлый танк "Первого Рейхсмахта". Появлялся в киножурнале "Каламбур".

## См. также

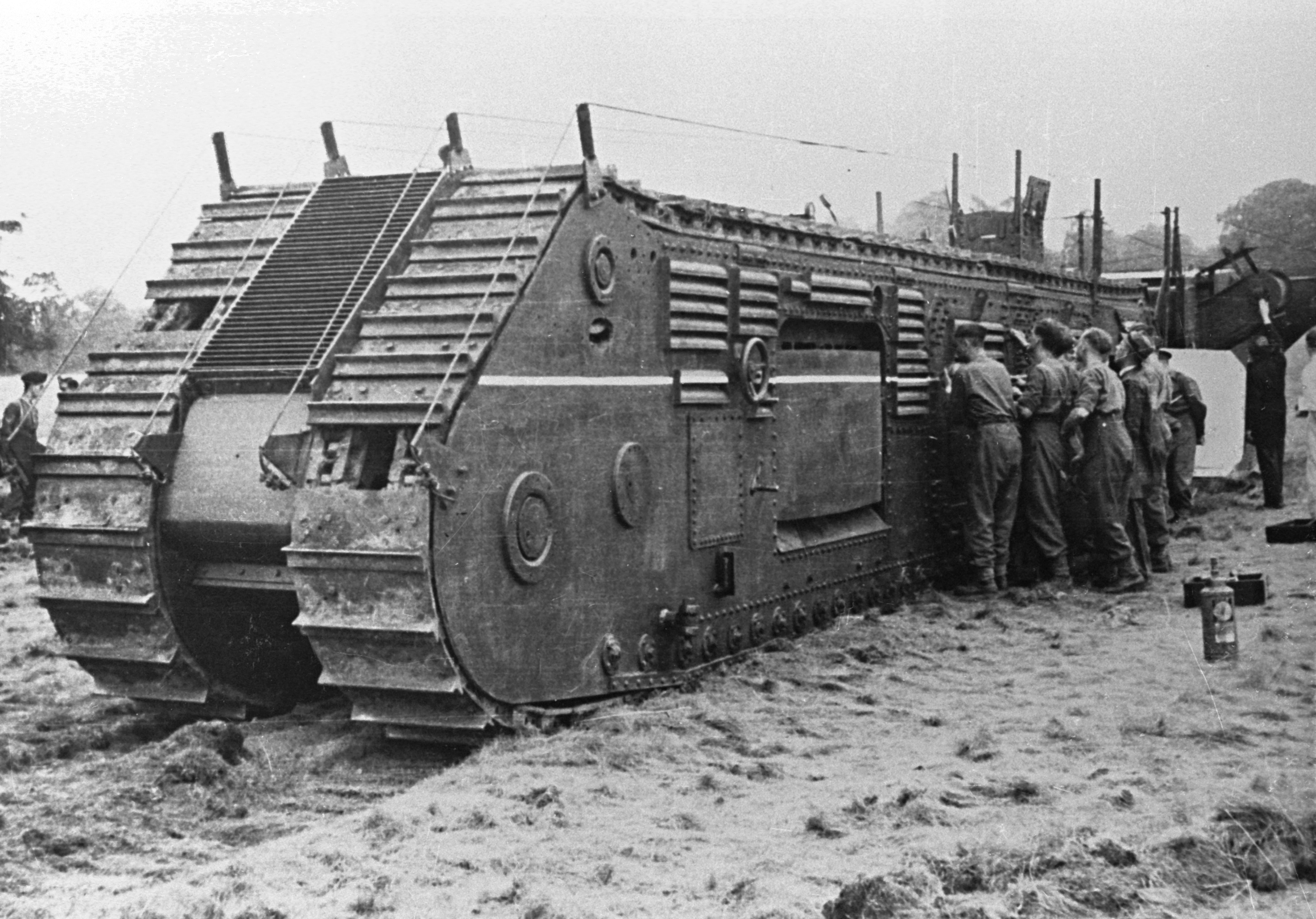
Экспериментальная штурмовая машина Культиватор № 6- вид сзади. 130 тонн